# سارا جین موریس (خواننده)
سارا جین موریس (انگلیسی: Sarah Jane Morris؛ زادهٔ ۲۱ مارس ۱۹۵۹) یک موسیقی‌دان اهل بریتانیا است.